# Auslandsbüro der österreichischen Sozialdemokraten
Das Auslandsbüro der österreichischen Sozialdemokraten (ALÖS) wurde 1934 von den nach den Februarkämpfen in die Tschechoslowakei geflüchteten Spitzenfunktionären der Sozialdemokratischen Arbeiterpartei Deutschösterreichs (SDAPDÖ), Otto Bauer und Julius Deutsch, gegründet. 
Da Bauer und Deutsch nach parteiinterner Kritik an der Parteiführung und den Februarkämpfen erklärt hatten, in Zukunft keine Führungsfunktionen in der Bewegung zu übernehmen, gab sich das ALÖS auch nicht als Organ der Parteiführung. Man sah sich als „unterstützendes Element“ für eine sich im Lande neu und autark formierende illegale sozialdemokratische Bewegung. Nachdem sich die Revolutionären Sozialisten (R.S.) im Untergrund etabliert hatten, wurden sie vom ALÖS laufend durch Hilfestellung bei der Koordinierung, Geldmittel und die wöchentliche Produktion der in Österreich illegalen Arbeiter-Zeitung unterstützt. Unter zunehmendem Druck tschechischer Faschisten und Nationalisten musste der Erscheinungsort der AZ ab 31. März 1937 allerdings mit „Paris“ angegeben werden.
Nach der Machtübernahme Hitlers in Österreich flohen die Spitzenfunktionäre der Revolutionären Sozialisten ins Ausland; bei einem Treffen von Otto Bauer, Friedrich Adler und Joseph Buttinger, dem Vorsitzenden der R.S., Ende März 1938 in Brüssel, wurden R.S. und ALÖS zur Auslandsvertretung der österreichischen Sozialisten (AVOES) verschmolzen. Diese saß zunächst in Brüssel, dann in Paris, kurzzeitig in Südfrankreich, zuletzt in New York, wo sie Ende 1941 von Friedrich Adler aufgelöst wurde. Nebensitz war das im April 1941 von Oscar Pollak und Karl Czernetz gegründete und geführte London Bureau.